# グリーヴァス将軍
グリーヴァス（Grievous）は、アメリカ合衆国のSF映画『スター・ウォーズ』シリーズに登場する架空の人物。日本語表記ではグリーバスとも。
クローン戦争において冷酷無比なサイボーグ将軍と言われ、分離主義勢力（独立星系連合）のドロイド軍指揮官として活躍した。

## 略歴

### 出自
元々は惑星カリーを故郷にする爬虫類種族カリーシュの将軍。

### 劇中での活躍
主な活躍は『スター・ウォーズ クローン大戦』や『スター・ウォーズ/クローン・ウォーズ（テレビアニメ）』、『スター・ウォーズ エピソード3/シスの復讐』などで描かれた。クローン大戦の最前線でドロイドたちを指揮し、グリーヴァス自身も多くのジェダイと交戦している。
設定上ではエピソード2『スター・ウォーズ エピソード2/クローンの攻撃』でのジオノーシスの戦いにも参戦していたが目撃したジェダイは皆殺しの憂き目にあったため、共和国軍やジェダイたちにその存在を認知される事はなかったという。
共和国を攻撃し勝利し続ける中、グリーヴァス将軍は共和国の首都コルサントへの奇襲・銀河元老院最高議長パルパティーンの誘拐を実行に移した。コルサントの奇襲は結果的に失敗に終わったが議長の誘拐には成功し、2人のジェダイを殺害しジェダイ・マスターシャク・ティを戦闘不能に陥れた（アニメ版スター・ウォーズ クローン大戦シリーズ）。しかしこの誘拐作戦は二人のジェダイであるアナキン・スカイウォーカーとオビ＝ワン・ケノービの活躍によって阻止されたため、自身の旗艦「インヴィジブル・ハンド」もろともジェダイと最高議長を葬ろうとするがこの試みもアナキンの発揮した驚異的な操縦技術によって潰えてしまう。
墜落寸前の艦より一足先に脱出したグリーヴァスは占領した惑星ウータパウに大量のドロイドを隠し、直ちにダース・シディアスへ報告して次なる行動の指示を受けた。しかし共和国はグリーヴァスの潜むウータパウを突き止め、すぐさまジェダイ・マスター、オビ＝ワン・ケノービ将軍率いる大部隊が派遣される。オビ＝ワンに対決を挑まれたグリーヴァスはこれに応じるが、やがて自身の不利を悟り逃走を図る。しかしオビ＝ワンの激しい追撃により次第に追い詰められて行き、最終的に装甲を引き剥がされて露出した内臓をブラスターで焼き尽くされて絶命した。
その後グリーヴァスが脱出に使用しようとしていた宇宙戦闘機ソウルレス・ワンはパルパティーンのジェダイ抹殺指令オーダー66から逃れたオビ＝ワンがウータパウから脱出する際に使用された（『シスの復讐』）。
クローン・ウォーズ
ドロイド軍の総司令として度々登場。初出は分離主義勢力の秘密兵器「マレヴォランス」の司令として。シーズン1~5にかけてオビ・ワン、アソーカ、フィストー、イース・コス、アディ・ガリアなどと交戦し、ジェダイ騎士ナダー・ヴェブを殺害、コス、ガリアを生け捕りにしている。共和国軍を苦しめる強敵として描かれるが、軽口を叩いたり文句を言ったりする部下(大抵バトルドロイド)を八つ当たりで破壊したり戦況が不利になるとあっさりと自分だけ逃走するなど小物のような描写も多い。

## 人物

### 性格
自らをドロイドと称している。また敵であったとしても賞賛に値する者に対しては敬意を払う傾向がある。ウータパウに1人で現れたオビ＝ワン・ケノービに対して最初は部下をけしかけたものの苦も無く撃破したオビ＝ワンを認め、その後は部下に手を出させずオビ＝ワンとの一騎討ちに臨んでいる。またアソーカ・タノに対しても初戦では女子供と侮ってライトセーバー１本で闘おうとしたものの、やがて彼女の挑発に応じて二刀流に切り替えて後に再戦した際には得意の四刀流で応戦している。ただし総司令官として討ち取られるわけにはいかないという自覚からか形勢不利と見るやドゥークー伯爵の指示に従い部下を押しのけてでも一人だけ逃げ出すことが多い。
「ゴア」と名付けた巨大なモンスターをペットにしており、惑星ヴァセックにある根拠地への侵入者を餌として与えていた。後にキット・フィストーによって殺害された際には激昂しており、グリーヴァスなりにかなり愛着があったようである。
『シスの復讐』に収録のオーディオコメンタリーによればスタッフがイメージしていたグリーヴァスは「いざとなれば部下を差し向けてあっさり逃げ出す狡賢い小悪党」であり「どちらかといえば策を弄する皇帝に近いタイプ」であった。

### 人間関係
独立星系連合における軍事面での顔役であり、分離主義勢力の指導者であるドゥークー伯爵に対してはある程度忠実であるが「ドゥークーはジェダイ・マスターを倒すことを望むにもかかわらずドロイドしか渡してくれない。」と愚痴をこぼしたり、ドゥークーがグリーヴァスにジェダイを倒させる為にわざと彼の根拠地にジェダイを誘き寄せたためにグリーヴァスが激怒するなど対立する場面も見られる。また本当の主がダース・シディアスである事を知っており、彼には決して逆らわない。
オビ＝ワン・ケノービとは幾度も剣閃を交えた宿敵であるがその弟子であるアナキン・スカイウォーカーとは『シスの復讐』で対峙するまで面識がなく、グリーヴァスはアナキンについて「もっと年配かと思っていた」との事。

## 能力
両腕は左右に分割する事で四本腕に変形可能である。この四本腕の制御の為、本来の脳にアシスト用の電子脳が埋め込まれており近接戦時は4本のライトセーバーを駆使して複数のジェダイと同時に渡り合う事が可能となっている。そのため片腕に指が6本あり分割時は3本ずつになる。その他ワイヤーアンカーを射出するグラップリングフックやブラスターなど様々な隠し武器・機能を内蔵している。
身体能力は非常に高く、壁面や天井を蠍のように縦横無尽に這い回ったり宇宙空間でもかなり自由自在な行動が可能。ただしフォースは使えないため、ジェダイやシスのようにブラスターの光弾を防御して打ち返すこともできない。またクローン大戦の作戦行動中にメイス・ウインドゥのフォースプッシュを胸部に受け回復不能の呼吸器障害を受け、それ以来慢性的に咳き込んでおり戦闘中にも度々咳き込む姿が見られる。またジェダイ以外の戦士を見下している傾向があり、『クローン・ウォーズ』ではそれが原因で数人のグンガン戦士に敗北を喫している。更に通常のドロイド同様にグンガンの使うエネルギーボールは脅威であり、手投げ用の小さいものを受けても動けなくなる。
四刀流
通常は2本のライトセーバーだけを用いるが本格的な剣戟の場合には四刀流で襲い掛かる。
剣術については主にドゥークー伯爵に師事しており、ドゥークー伯爵のライトセーバーを手元で回転させる技をグリーヴァスは手首ごと回転させる事で再現し劇中でも頻繁に多用している。
他にもブラスターやマグナガードなどが使うエレクトロスタッフの扱いにも長けており、ライトセーバーと併用する場面も見られる。
ジェダイ・キラー
ドロイド将軍となってからのグリーヴァスはジェダイ狩りにとりわけ強いこだわりを見せ、「ジェダイ・キラー」の異名で恐れられていた。クローン大戦中も殺したジェダイのライトセーバーやパダワンの頭髪 などを戦利品として収集する事を楽しみとしていた。ドロイドを主軸とする独立星系連合にとってグリーヴァスはジェダイと対等に渡り合える数少ない強者の一人であった。彼は若いジェダイ・パダワンやまだ戦闘慣れしていないジェダイ・ナイトを容易に討ち取れるだけの技量を持っていたが、メイスやオビ＝ワンのような誰よりも死線を潜り抜け熟練したジェダイ・マスターをねじ伏せるだけの力は持ってはいなかった。
グリーヴァスはサイボーグになる以前からジェダイに対して強い憎しみを持っており、独立星系連合に与しているのはジェダイのいない未来を見る為だと称していた。

## レジェンズ
種族は正史同様にカリーシュ、クローン大戦が勃発するまではサイボーグではなく妻子や友人もいた。平和な日常に適応することが難しいほど好戦的な性格だったと言われ、戦いに対して美学を持つ誇り高い武人気質の持ち主でもあった。本名はカイメイン・ジャイ・シーラル（Qymaen jai Sheelal）。
分離主義勢力の勧誘を受けたグリーヴァスは故郷カリーが戦争によって被った莫大な負債を帳消しにすることを交換条件に参加した。しかし分離主義の黒幕であるダース・シディアスはカリーをより扱いやすくすることを考え、分離主義者に命じて彼の乗る宇宙船を意図的に爆発事故に巻き込み謀殺しようと試みたが失敗に終わった。重傷を負ったグリーヴァスはジオノージアンによって有無を言わさずサイボーグにされてしまった。どうにか一命を取りとめたグリーヴァスであったが脳の改造で記憶や精神にまで操作を加えられた事によりサイボーグとなった後はドゥークー伯爵、そしてダースシディアスの忠実な手先として行動するようになる。アサージ・ヴェントレスや賞金稼ぎのダージらと共にドロイド軍の司令官候補の一人として選ばれたグリーヴァスはバトルロワイアルの末に勝利し、その実力を認められて将軍の座を与えられた。
グリーヴァスの存在が知られるようになったのは工業惑星ハイポリでの戦いであり、この戦いでグリーヴァスはドロイドの大軍を率いジェダイ・マスターを含む多くのジェダイ達を次々と抹殺するという戦果を挙げ、以降も共和国中心部の星系インナーリムを次々と侵攻し恐れられた。
サイボーグへの改造手術によりいくつかの感情を失ったグリーヴァスであったが以前のカリーシュの将軍であった記憶から次第に大きな虚栄心を抱くようになり、改造当初はありきたりなドロイドのプレートで覆われていた顔面に鋭い金属の歯を取り付け、更にドロイドの顔面をカリーシュの戦士が身に付ける猛獣の骨で出来た仮面を模したものに換装すると大柄ながらも貧弱にすら見える機械の身体に長いケープを羽織るようになった。
自身の側近であるマグナガードにもカリーシュ伝統のケープを羽織らせると度重なる戦闘で汚れ、傷だらけになった姿を敢えて直さず誇りとしていた（このため劇中のグリーヴァスのボディには無数の傷が残っている）。非常に残忍な性格で恐れられ、民間人や難民、女子供であろうと躊躇なく無差別に攻撃する。これはサイボーグ化の際に脳を操作された為であり、グリーヴァスの残酷さは殆どがこの改造に由来していると言われる。更に軽口を叩いたドロイドに八つ当たりをするなど部下への扱いはぞんざいである。通商連合のヌート・ガンレイとは初対面時にドロイドと間違えられた事から不仲であるとされる。
咳き込んでいるのはコルサントの戦いにてメイス・ウィンドゥのフォース攻撃を受けて呼吸器を損傷した為となっている。電子脳のアシストによりあらゆる角度から攻撃を仕掛けることができる他、脚を用いた三刀流も得意とする。シャク・ティ、キ＝アディ＝ムンディ、アイラ・セキュラなどジェダイマスターを含む5人のジェダイと同時に切り結ぶほどの実力者。ジェダイの用いるフォームを電子脳へインプットさせ、そのまま返す能力を持つ。
ライトセーバーはケーブや腰に装着して常時複数本携行している。そのうちの1本はジェダイ・マスター・サイフォ＝ディアスのライトセーバーであり、これはグリーヴァスが重傷を負いサイボーグ化した時に見舞いに来たドゥークー伯爵から快気祝いとして贈られたもので、グリーヴァスはこのサイフォ＝ディアスのライトセーバーがとりわけお気に入りであった。

## キャスト・出演情報
原語声優
- マシュー・ウッド（サウンド・エディター） - 映画本編、GC版『クローン・ウォーズ』、テレビアニメ『LEGO スター・ウォーズ/恐怖のハロウィーン』
- ジョージ・ルーカス - 映画本編（咳のみ）
- ジョン・ディマジオ - テレビアニメ『スター・ウォーズ クローン大戦』シーズン2
- リチャード・マッゴーネイグル - テレビアニメ『スター・ウォーズ クローン大戦』シーズン3
- カービー・モロー - テレビアニメ『LEGO スター・ウォーズ:ドロイド・テイルズ』

日本語吹替
- 後藤哲夫 - 映画本編、GC版『クローン・ウォーズ』
- 坂東尚樹 - ゲーム『スター・ウォーズ エピソード3/シスの復讐』
- 渡部猛 - パチンコ『CRフィーバースター・ウォーズ ダース・ベイダー降臨』
- 菅生隆之 - テレビアニメ『スター・ウォーズ クローン大戦』
- 中村浩太郎 - テレビアニメ『LEGO スター・ウォーズ:ドロイド・テイルズ』
- 飯島肇 - テレビアニメ『LEGO スター・ウォーズ/恐怖のハロウィーン』
- 後藤光祐 - テレビアニメ『スター・ウォーズ:テイルズ・オブ・エンパイア』、『リビルド・ザ・ギャラクシー』

当初グリーヴァスを演じる声優として複数のサンプルが用意されていたが、その中にアラン・スミシー名義で録音したマシュー・ウッドのサンプルがあり、その演技力の高さから採用されたという逸話がある。また、グリーヴァスの声優として、当初はゲイリー・オールドマンが予定されていたが、ゲイリーの契約上の問題（SWは俳優組合外の作品）で没になった。
本編の咳は、当時気管支炎を患っていたジョージ・ルーカスの咳を録音した物を加工して使われている。